# Barres de color
La mira o carta de barres de color és un senyal de vídeo que s'utilitza en la producció televisiva per a la comprovació de l'estat dels sistemes de producció, que generen, tracten i transmeten el senyal de televisió.

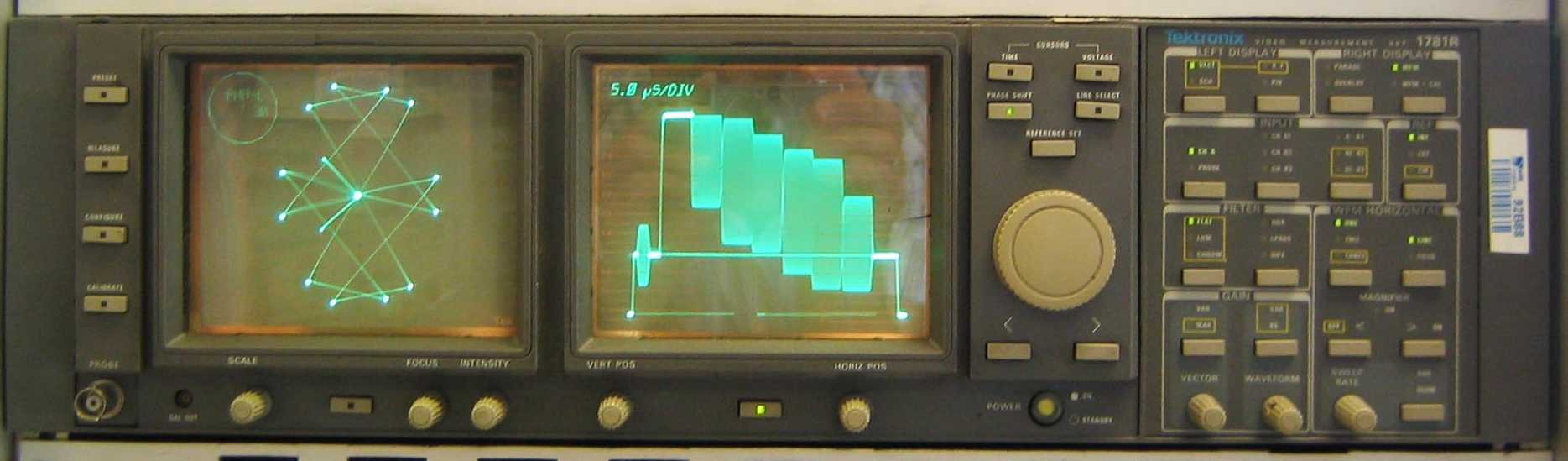
Barres de color EBU vistes en un MFO i un vectorscopi.

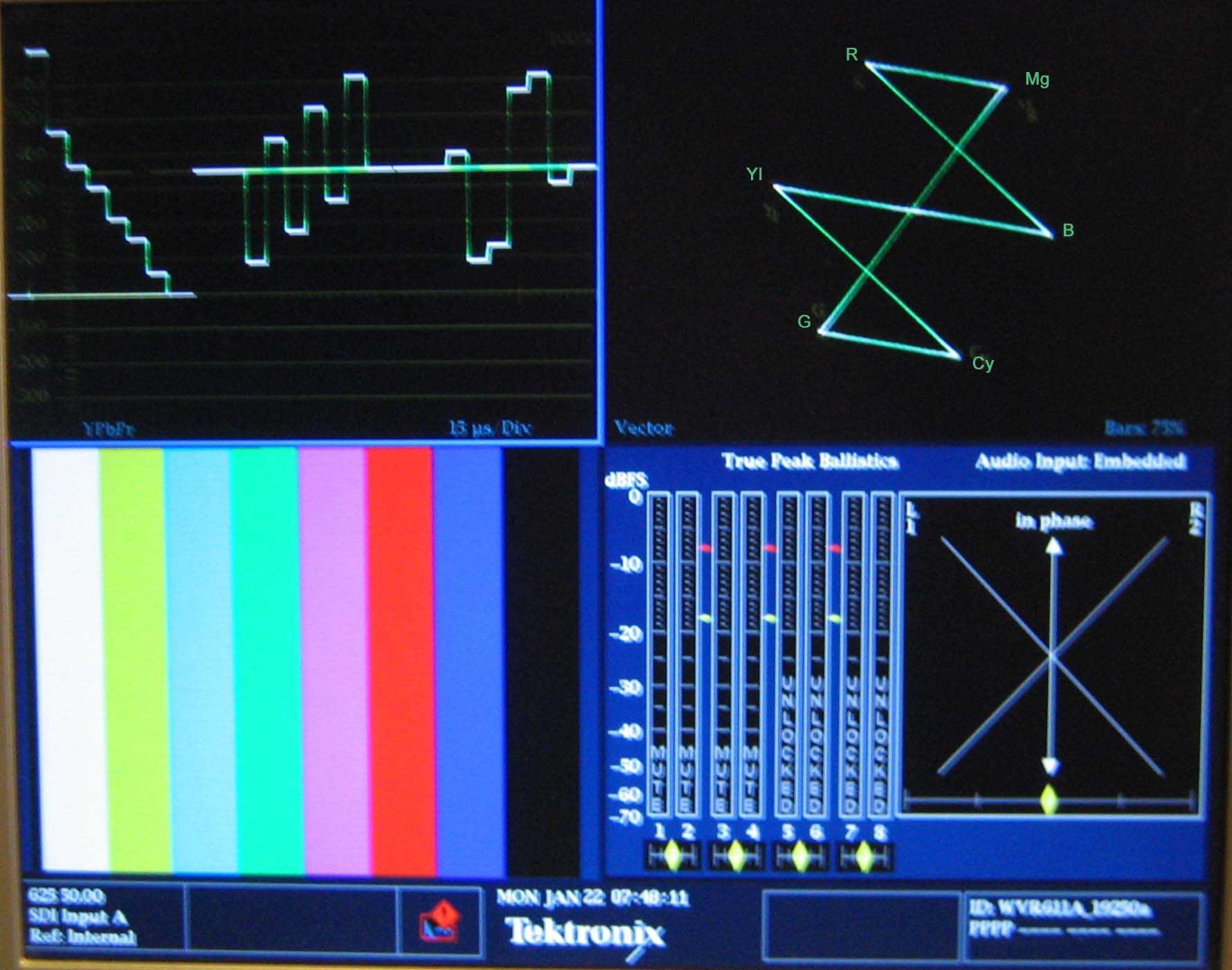
Barres de color EBU en format YUV.

## Mira rainbow
Les barres de colors saturats són col·locades segons l'ordre natural de l'espectre solar (en ordre de l'arc de Sant Martí) i la captem mitjançant una càmera de vídeo de color obtenim per cada canal de la càmera un senyal concret, que una vegada codificada en el sistema de color (PAL, NTSC o SECAM) corresponent, ens dona el senyal de barres de color. Quant a la mira rainbow, el sistema usat antigament és el NTSC.
L'ordre dels colors és el següent; negre, blau, vermell, porpra (magenta), verd, cian i blanc. Els nivells dels senyals de luminància i de components de color obtinguts en aquesta mira són:

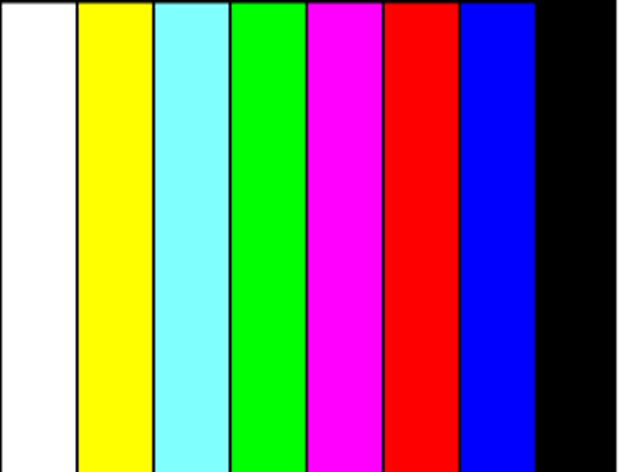
Barres de color EBU.

## Mira de barres EBU
La Unió Europea de Radiodifusió (UER) va desenvolupar una carta de color ordenant les barres de la mira rainbow segons el nivell de luminància en ordre decreixent. S'obté d'aquesta forma una carta que és molt fàcil d'identificar, amb una escala de grisos, que començant en el blanc finalitza en el negre, tots dos colors sense informació de crominancia. Aquestes barres (Sistemes PAL) són utilitzades per Sistema PAL a Espanya, PAL-N a Argentina, Paraguai i Uruguai i altres paises.
La taula que representa els nivells dels diferents components del senyal de les barres de color és la següent:

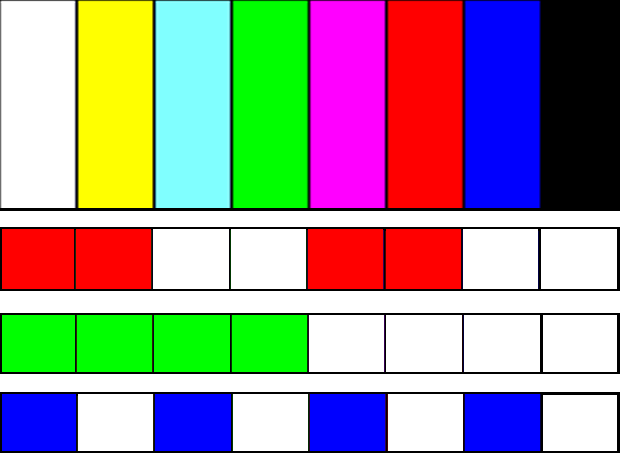
Composició dels senyals RGB de les barres de color EBU.

## Carta de barres UER al 75% de croma
A excepció dels colors purs, en una imatge real els colors normalment no superen la saturació del 75 %. Per aquest motiu es recorre a l'ús de les barres de color amb una saturació reduïda al 75%, excepte en la barra blanca. Aquestes barres són molt intuïtives en quan a les característiques, en la seva representació en el monitor en forma d'ona, la vora superior corresponent a les barres groga i turquesa (cyan) queda enrasats amb la vora superior de la barra blanca, just al nivell de la màxima lumináncia i la vora inferior del paquet de la croma de la barra verda es recolza en el nivell de negres del senyal de vídeo mentre que els límits inferiors dels paquets corresponents als colors blau i vermell també es troben enrasats. Això permet, en un sol cop d'ull, fer-se una idea molt ràpida de la situació de treball del sistema en prova o producció.
La caràtula del vectoscopi té les caselles de tolerància per a cada color, estrictes per a la visió humana. En les barres naixents la tolerància és menor. La indicació de major tolerància és per a senyals que ja han passat per algun procés o travessat algun sistema. Aquesta senyalització indica distorsions perceptibles a l'ull humà. Les diferents sensibilitats de l'ull al tipus de color fa que les toleràncies no siguin iguals per a tots els colors que componen les barres. Mentre que per al magenta l'ull és indulgent, per als colors propers al "carn" és molt més estricte, segons va demostrar Mac Adam.

## Barres SMPTE

Barres de color SMPTE.

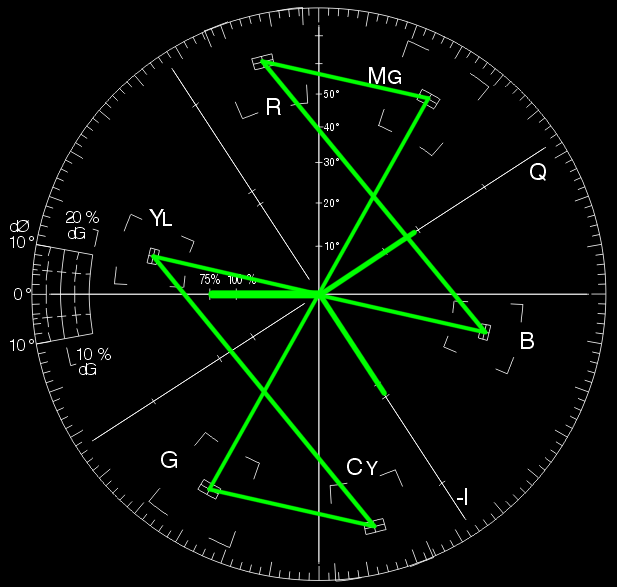
Barres de color SMPTE color vistes en un vectoscopio NTSC.

Un altre tipus de barres de color que s'utilitzen, principalment en el sistema NTSC, són la barres SMPTE, Society of Motion Picture and Television Engineers (associació d'enginyers d'imatge en moviment i televisió) que referencia la seva carta de barres com Engineering Guideline EG 1-1990.
De la mateixa manera que les barres UER, les SMPTE són l'estàndard utilitzat en el sistema NTSC per realitzar les verificacions dels sistemes de generació, tractament i transmissió del senyal de vídeo.
En aquesta mira o carta de barres, les barres de color ocupen dos terços de la imatge de televisió. Són barres al 75 % d'amplitud tant en croma com en luminància, de tal forma que la barra blanca és, en aquest cas, gris. Aquestes barres manquen de la barra negra.
Sota les barres hi ha una petita porció de barres amb els colors, blau, magenta, cian i blanc alternats, on el color cian està sota el magenta i el magenta sota el cian per facilitar l'ajust de tint (hue) exclusiu del NTSC.
L'àrea inferior és ocupada per les barres PLUGE, Picture Lineup Generating Equipment (equip de generació de senyal d'ajust d'imatge) per ajustar la lluentor i el contrast dels monitors de TV. Consta d'un quadrat blancsaturat al 100 % i un rectangle negre, saturat al 7,5 %. Les últimes versions d'aquestes barres contenen un rectangle negre situat sota la barra vermella.
Moltes vegades s'acompanya al senyal de barres de color un d'un to d'àudio de 1Khz que serveix per provar els canals d'àudio.

### Ajust d'un monitor amb les barres SMPTE
Les barres de color SMPTE tenen incorporada el senyal de pluge que permeten realitzar l'ajust de la imatge d'un monitor de vídeo. Per realitzar aquest ajust cal seguir els següents passos després de les consideracions prèvies que s'indiquen. Abans de realitzar l'ajust, el monitor ha d'estar a la temperatura de treball, per a això cal connectar-ho i mantenir-ho en funcionament per un període de mitja hora. L'ajust s'ha de realitzar en condicions d'il·luminació similars a les que existiran en el lloc on es desenvoluparà el treball.
Ajust
1. Connectar les barres de color al monitor.
2. Posar el contrast al punt mitjà.
3. Baixar el croma fins que el color desaparegui de la pantalla.
4. Baixar la lluentor fins que desaparegui la segona barra del pluge, la 7.5 (no s'ha de veure la transició entre aquesta i la barra de la seva esquerra (3.5)).
5. Moure el contrast fins que la barra blanca es vegi amb bon nivell.
En aquest punt, s'ha de veure bé la barra blaca inferior (la de 100IRE) i de la barres de pluge només s'ha de veure diferència entre la segona i la tercera.
6. Posar el monitor en blue only (només blau).
7. Ajustar el comandament de croma fins que la barra grisa (a l'esquerra) i la blava (a la dreta) tinguin la mateixa lluentor.
8. Ajustar el comandament de tint (Hue) (només per a monitors NTSC) fins a aconseguir que les barres cian i magenta tinguin la mateixa lluentor.
9. Desactivar la manera blue only.

## Altres tipus de barres
Hi ha altres tipus i barres menys utilitzades: 
- Barres al 100 %, amb una amplitud del 100 %, una saturació del 100 % i amb barra blanca i barra negra.
- Barres al 95 %, amb una amplitud del 100 %, una saturació del 98% i amb barra blanca i barra negra.
- Barres al 75 % (USA), amb una amplitud del 75%, una saturació del 100 % amb barra grisa al 75 % del blanc i barra negra.

## Barres de color en l'alta definició,x.v. colour bars

Barres de color SMPTE per a alta definició.

La televisió d'alta definició redefineix un nou espai de color amb una redefinició de la luminància. El senyal de barres de color s'ha de modificar per adaptar-la a les noves característiques. Per això s'han dissenyat un nou estàndard de barres de color conegut com a escombris x.v. en les quals la luminància té nivells diferents en cada graó produint-se un salt entre el verd i magenta.

## La representació en el vectoscopi
El vectoscopi ens indica la informació corresponent al color. En l'eix d'abscisses es representa la component diferencia de color B-I i en el de les ordenades el R-I. La representació del vector representa, en el seu argument, tint o to, és a dir el color. Mentre que el mòdul ens indica la saturació, és a dir la quantitat de color. La salva de color dona la referència per a la determinació dels angles dels vectors representats, és a dir, dels colors. Per aquest motiu és imprescindible la col·locació en el lloc correcte de la salva en la caràtula de l'instrument. En PAL la salva canvia línia a línia entre 135º i 225º pel que la representació dels colors es realitza doblement un per sobre de l'eix X i una altra per sota del mateix. En NTSC, al no existir aquesta alternança en la fase del croma la representació solament es realitza una sola vegada.
La representació dels colors en el vectoscopi és fonamental pel control de la producció, postproducció i emissió de televisió, tant en el domini digital com en l'analògic.